# Motherlode (álbum de James Brown)
Motherlode é uma coletânea de James Brown lançada em 1988. Criada como sequência da bem sucedida coletânea de  1986 In the Jungle Groove, foca nas gravações de Brown do final dos anos 1960 e início dos anos 1970. Inclui performances ao vivo e remixes bem como gravações de estúdio, a maioria delas inéditas. Escrevendo em 2007, o crítico Robert Christgau a chamou de "a melhor das coletâneas clássicas [de James Brown]". Os destaques inlcuem uma versão ao vivo de "Say It Loud – I'm Black and I'm Proud", "I Got Ants in My Pants (and I Want to Dance)" pela primeira em um álbum, o sucesso das paradas britânicas "She's the One", e uma versão com nove minutos de duração do remix de "People Get Up and Drive Your Funky Soul", originalmente lançada na trilha sonora do filme Slaughter's Big Rip-Off.
Em 2003 Motherlode foi relançada com som remasterizado, uma versão sem edições da faixa "Can I Get Some Help" e duas faixas bônus, a canção de 1969 "You've Changed" e uma versão com mixagem alternativa do sucesso de 1976 "Bodyheat".

## Lista de faixas

### Lançamento original de 1988
Lado A
1. "There It Is" (Live) - 3:06
2. "She's the One" - 2:52
3. "Since You Been Gone" (Dueto com Bobby Byrd) - 5:33
4. "Untitled Instrumental" - 3:22
5. "Say It Loud (Say It Live)" - 4:52
6. "Can I Get Some Help" - 4:56

Lado B
1. "You Got to Have a Mother for Me" - 5:10
2. "Funk Bomb" (Instrumental) - 4:12
3. "Baby Here I Come" - 4:27
4. "People Get Up and Drive Your Funky Soul" (Remix) - 9:04

Faixa bônus do CD original de 1988
11. "I Got Ants in My Pants (and I Want to Dance)" (Remix) - 7:27

### Versão expandida de 2003
| N.º | Título                                                 | Duração |  |
| 1.  | "There It Is"                                          | 3:06    |  |
| 2.  | "She's the One"                                        | 2:52    |  |
| 3.  | "Since You Been Gone" (Dueto com Bobby Byrd)           | 5:33    |  |
| 4.  | "Untitled Instrumental" (Performado por The J.B.'s)    | 3:22    |  |
| 5.  | "Say It Loud (Say It Live)"                            | 4:52    |  |
| 6.  | "Can I Get Some Help" (sem edições)                    | 8:57    |  |
| 7.  | "You Got to Have a Mother for Me"                      | 5:10    |  |
| 8.  | "Funk Bomb" (Instrumental)                             | 4:12    |  |
| 9.  | "Baby Here I Come"                                     | 4:27    |  |
| 10. | "People Get Up and Drive Your Funky Soul" (Remix)      | 9:04    |  |
| 11. | "I Got Ants in My Pants (and I Want to Dance)" (Remix) | 7:25    |  |
| 12. | "You've Changed" (faixa bônus)                         | 3:18    |  |
| 13. | "Bodyheat" (Alternate Mix) (faixa bônus)               | 11:53   |  |

## Músicos
- Vocais – James Brown (faixas: 1 to 3, 5 to 7, 9 até 13)
- Saxofone alto, saxofone tenor – Maceo Parker (faixas: 2, 5 até 10)
- Baixo – "Sweet" Charles Sherrell (faixas: 2, 5 to 7, 9),  William "Bootsy" Collins (faixas: 3 e 4), Fred Thomas (faixas: 1, 10, 11)
- Bateria – Clyde Stubblefield (faixas: 3 até 5, 8, 12), John "Jabo" Starks (faixas: 1, 4, 5, 9, 11), Melvin Parker (faixas: 2, 5, 6, 13), Nate Jones (faixa: 7), John Morgan (faixa: 10)
- Guitarra – Alfonzo Kellum (faixas: 2, 5 até 9), Hearlon "Cheese" Martin (faixas: 1, 4, 11), Jimmy Nolen (faixas: 1, 2, 5 to 10, 12 até 13), Phelps "Catfish" Collins (faixas: 3 e 4)
- Percussão – Johnny Griggs (faixas: 1, 3, 4, 10)
- Saxofone tenor – Eldee Williams (faixas: 2, 5, 9)
- Saxofone tenor, saxofone barítono – St. Clair Pinckney (faixas: 1, 4 até 11)
- Trombone – Fred Wesley (faixas: 1, 2, 5 to 7, 9 até 11)
- Trompete – Jerone Jasaan Sanford (faixas: 1, 4, 11), Joseph Davis (faixas: 2, 5, 6, 9), Richard Griffith (faixas: 2, 5 até 7, 9)